# Hot Country Songs

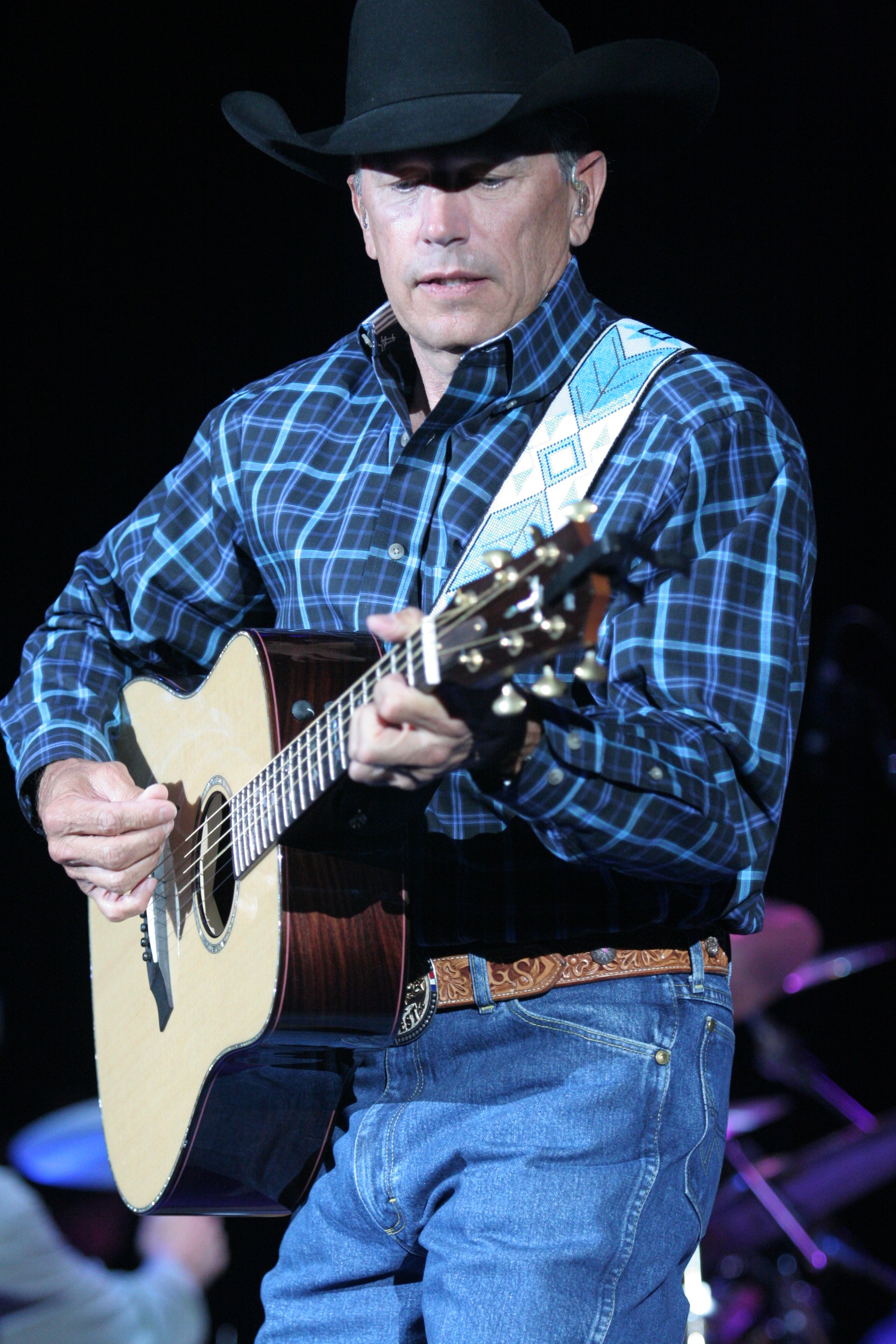
Певец Джордж Стрейт, которого называют живой легендой этого жанра музыки, имеет 44 чарттоппера кантри-чарт (рекорд по числу хитов на позиции № 1).

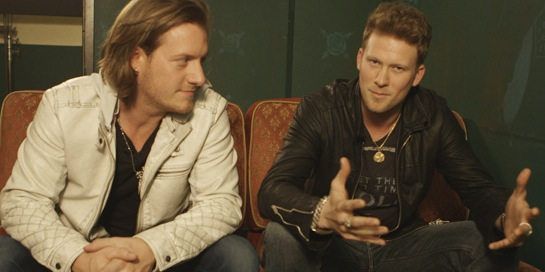
Группа Florida Georgia Line удерживает рекорды по числу недель на первом месте Hot Country Songs суммарно (106) и для отдельного сингла (50 для «Meant to Be» вместе с певицей Bebe Rexha).

Hot Country Songs — список самых популярных кантри-хитов в США, подготавливаемый и публикуемый журналом Billboard еженедельно с 1944 года.
Список состоит из 50 позиций и составляется на основе еженедельного подсчёта радиоэфиров песен кантри-музыки, а также цифровых продаж через интернет (до 20 октября 2012 года интернет-загрузки не учитывались; с этой даты выделен отдельный радиоэфирный хит-парад кантри-музыки Country Airplay).

## История
Журнал Billboard начал учитывать популярность кантри-песен с 8 января 1944 год. Первоначально в расчёт брались музыкальные автоматы (jukebox) и поэтому первые чарты назывались «Most Played Juke Box Folk Records.» Размер чарта не был фиксированным и изменялся от 2 до 8 позиций.
Около 10 лет (1948—1958), журнал Billboard использовал три кантри-чарта. Кроме jukebox chart, существовали:
- «Best sellers» chart — стартовал 15 мая 1948 года как «Best Selling Retail Folk Records» В нём было 10-20 позиций.
- «Jockeys» chart — стартовал 10 декабря 1949 года как «Country & Western Records Most Played By Folk Disk Jockeys.» В нём было 8-15 позиций[7].

Названия чартов менялось. Чарт «Jukebox» с 1956 года стал называться «Most Played C&W in Juke Boxes» — и закрылся 17 июня 1957 года. Два других кантри-чарта («best sellers» и «jockeys») закрылись 13 октября 1958 года.
С 20 октября 1958 года журнал Billboard начал комбинировать продажи с радиоэфирами в одном единственном кантри-чарте «Hot C&W Sides». Этот хит-парад первоначально включал 30 позиций, а затем это число варьировало.
С 3 ноября 1962 года чарт был переименован в «Hot Country Singles», а 11 января 1964 был расширен до 50 позиций; с 15 октября 1966 — до 75 позиций; с 14 июля 1975 года — до 100 позиций.
С 20 января 1990 года чарт Hot Country Singles был редуцирован до 75 позиций и начал учитывать статистическую информацию, получаемую от Nielsen Broadcast Data Systems (электронный мониторинг радиоэфиров песен). Спустя 4 недели 17 февраля чарт был переименован в «Hot Country Singles & Tracks». Начиная с 13 января 2001 года размер чарта был сокращен до 60 позиций.
С 30 апреля 2005 года чарт носит современное название «Hot Country Songs». Этот кантри-чарт с 1973 по август 2009 года использовался программой American Country Countdown (top 40 singles/tracks).
С 20 октября 2012 года произошла смена метода подсчёта мест в чарте Hot Country Songs, а также некоторых других (Hot Latin Songs, Hot R&B/Hip-Hop Songs, Rock Songs). Теперь он проводится по общей системе, принятой для составления общенационального хит-парада синглов Billboard Hot 100, где цифровые загрузки и потоковые передачи данных совмещены с радиоэфирами всех форматов и стилей радио для определения позиции, занимаемой песней в чарте. Старые чарты учитывали только радиоэфиры (Airplay chart), которые с этой даты выделены в отдельный радиоэфирный хит-парад кантри-музыки Country Airplay журнала Billboard. Country Airplay вместе с физическими продажами и интернет-загрузками входит в качестве одного из компонентов в состав объединённого кантри-чарта Hot Country Songs. Потоковые передачи данных (streaming data) подсчитываются Nielsen BDS от таких сервисов как Spotify, Muve, Slacker, Rhapsody, Rdio, Xbox Music и другие.
Начиная с чартов Billboard от 12 ноября, все рейтинги, включая Country Airplay, которые отражают радио эфир (по аудитории и/или воспроизведению) в США и Канаде, будут основываться на данных из Mediabase, поскольку Luminate упраздняет платформу BDS. Billboard и Mediabase сохранят текущие правила и методологии составления чартов, а данные Luminate о потоковом вещании и продажах будут продолжать использоваться для других измерений рейтинга. После этого изменения Billboard продолжит включать в список все текущие репортерские станции, которые также контролируются Mediabase для чартов Billboard, в то время как Billboard и Mediabase намерены добавить дополнительные репортеры в будущем. При этом 145 из 148 текущих радиостанций-репортеров чарта Country Airplay на основе BDS будут участвовать в опросе, отслеживаемом Mediabase. Чарты эфира (основанные на аудитории и/или воспроизведениях), составленные в понедельник, 7 ноября (датированные 12 ноября), станут первыми, в которых будут использоваться данные Mediabase.

## Рекорды

### По числу № 1 кантри-хитов
- 44 — Джордж Стрейт (последний #1 был 18.4.2009)
- 40 — Conway Twitty (последний #1 был 6.9.1986)
- 38 — Merle Haggard (последний #1 был 20.2.1988)
- 35 — Ronnie Milsap (последний #1 был 23.12.1989)
- 33 — Alabama (последний #1 был 4.6.2011)
- 29 — Чарли Прайд (последний #1 был 17.9.1983)
- 28 — Eddy Arnold (последний #1 был 19.10.1968)
- 26 — Alan Jackson (последний #1 был 20.11.2011)
- 25 — Долли Партон (последний #1 был 4.3.2006)
- 25 — Reba McEntire (последний #1 был 1.1.2011)
- 25 — Tim McGraw (последний #1 был 13.12.2014)

### Певцы по числу хитов в Top 40
- 145 — Джордж Джонс
- 128 — Eddy Arnold
- 105 — Джонни Кэш
- 98 — Джордж Стрейт
- 93 — Merle Haggard

### Певцы по сумме недель на № 1
- 145 — Eddy Arnold[15]
- 111 — Webb Pierce
- 90 — Florida Georgia Line[16]
- 84 — Джордж Стрейт[16]
- 82 — Бак Оуэнс
- 82 — Hank Williams with His Drifting Cowboys

Источник:

### Хиты по числу недель на № 1
- Данные на январь 2025 года. Дополнения с 1958 года по июнь 2023 года здесь[18].

| Недель | Песня                                                        | Исполнитель                                 | Год       | Ссылка                            |
| ------ | ------------------------------------------------------------ | ------------------------------------------- | --------- | --------------------------------- |
| 50     | «Meant to Be»                                                | Биби Рекса при участии Florida Georgia Line | 2017—18   | [ 1 ] [ 19 ] [ 20 ] [ 21 ] [ 22 ] |
| 34     | «Body Like a Back Road»                                      | Sam Hunt                                    | 2017      | [ 23 ]                            |
| 31     | «A Bar Song (Tipsy)»                                         | Shaboozey                                   | 2024—25   | [ 24 ]                            |
| 27     | «I Hope»                                                     | Габби Барретт                               | 2020—2021 | [ 25 ]                            |
| 25     | «Last Night»                                                 | Морган Уоллен                               | 2023      | [ 26 ] [ 18 ]                     |
| 24     | «Cruise»                                                     | Florida Georgia Line                        | 2012—13   | [ 23 ]                            |
| 24     | «Fancy Like»                                                 | Walker Hayes                                | 2021-22   | [ 27 ]                            |
| 21     | «I'll Hold You in My Heart (Till I Can Hold You in My Arms)» | Eddy Arnold                                 | 1947—48   | [ 28 ]                            |
| 21     | «I’m Moving On»                                              | Hank Snow                                   | 1950      | [ 28 ]                            |
| 21     | «In the Jailhouse Now»                                       | Webb Pierce                                 | 1955      | [ 28 ]                            |
| 21     | «So Long Pal»                                                | Al Dexter and His Troopers                  | 1944      | [ 28 ]                            |
| 21     | «10,000 Hours»                                               | Dan + Shay и Джастин Бибер                  | 2019—20   | [ 29 ]                            |
| 20     | «I Don't Hurt Anymore»                                       | Hank Snow                                   | 1954      | [ 30 ]                            |
| 20     | «Crazy Arms»§                                                | Рэй Прайс                                   | 1956      | [ 31 ]                            |
| 20     | "I Remember Everything"                                      | Zach Bryan featuring Kacey Musgraves        | 2023–24   | [ 32 ]                            |
| 19     | «Walk On By»                                                 | Leroy Van Dyke                              | 1961—1962 | [ 28 ]                            |
| 19     | «Bouquet Of Roses»                                           | Eddy Arnold                                 | 1947—48   | [ 28 ]                            |
| 19     | «The Bones»                                                  | Maren Morris                                | 2020      | [ 33 ]                            |
| 19     | «You Proof»                                                  | Морган Уоллен                               | 2022      | [ 34 ]                            |
| 18     | «H.O.L.Y.»                                                   | Florida Georgia Line                        | 2016      | [ 23 ]                            |
| 17     | «Heartbreak Hotel»                                           | Элвис Пресли                                | 1956      | [ 28 ]                            |
| 17     | «Slowly»                                                     | Webb Pierce                                 | 1954      | [ 28 ]                            |
| 17     | «Slippin' Around»                                            | Jimmy Wakely и Margaret Whiting             | 1949—50   | [ 28 ]                            |
| 17     | «Die a Happy Man»                                            | Томас Ретт                                  | 2015—16   | [ 35 ]                            |
| 16     | «Love's Gonna Live Here»                                     | Buck Owens                                  | 1963—64   | [ 23 ]                            |
| 16     | «Lovesick Blues»                                             | Hank Williams                               | 1949—50   | [ 28 ]                            |
| 16     | «Smoke! Smoke! Smoke! (That Cigarette)»                      | Tex Williams                                | 1947—48   | [ 28 ]                            |
| 16     | «New Spanish Two Step»                                       | Bob Wills                                   | 1946—47   | [ 28 ]                            |
| 16     | «Guitar Polka»                                               | Al Dexter                                   | 1946—47   | [ 28 ]                            |

Замечание: Песни, обозначенные  лидировали до 1958 года в хит-параде Most Played в чарте Juke Boxes (1944—58). Песни, обозначенные  лидировали в хит-параде Best Sellers в чарте Stores chart (1948—58). Песни, обозначенные § лидировали в хит-параде Most Played by Jockeys chart (1949—58). В 1958 году все три чарты были объединены в единый Hot C&W Sides (ныне Hot Country Songs).

### Число хитов № 1 за весь год
- Наибольшее: в 1985 и 1986 годах было по 51 хиту № 1 за каждый учитываемый год.
- Наименьшее: 1960 год, когда только 4 разные песни возглавляли кантри-чарт за весь год (или 5, если учитывать песню «El Paso» от Марти Роббинса), каждая по 10 и более недель пребывавшая на вершине хит-парада.

### Лидер по итогам года
Лучшими исполнителями по итогам всего года становились:
- 3 раза — Тим Макгро (1997, 1998, 2004)

 — Вилли Нельсон (1978, 1982, 1984)
 — Hank Williams with His Drifting Cowboys (1949, 1951, 1953)
- 2 — Bill Anderson (1963, 1969)

 — Rodney Atkins (2006, 2007)
 — Clint Black (1989, 1990)
 — Brooks & Dunn (1996, 2001)
 — Freddie Hart (1971, 1972)
 — Alan Jackson (1991, 1993)
 — Waylon Jennings (1977, 1978)
 — Lonestar (1999, 2003)
 — Ronnie Milsap (1980, 1985)
 — John Michael Montgomery (1994, 1995)
 — Hank Snow and His Rainbow Ranch Boys (1950, 1954)
 — Conway Twitty (1970, 1973)

## Рекорды Country Airplay
С момента запуска чарта с 20 января 1990 года, когда начался электронный мониторинг радиоэфиров песен с помощью службы Nielsen Broadcast Data Systems. При этом учитывается аудитория только с жанровых радиостанций (около 150), передающих кантри-музыку.

### Число синглов в Country Airplay (все)
- Джордж Стрейт (100)[37].
- Кенни Чесни (94)[37]
- Гарт Брукс (92)[37]

### Число синглов в Top-10 (Country Airplay, все)
- Джордж Стрейт (61)[38].
- Tim McGraw (58)[39]
- Кенни Чесни (58)[40][41].

### Число синглов № 1 (Country Airplay, все)
- Кенни Чесни (33)[42][21][43]
- Тим Макгро (29)[44][21]
- Блейк Шелтон (29)[45][46]
- Алан Джексон (26)[44][21][47]
- Джордж Стрейт (26)[44][21]
- Кит Урбан (21)[21][36]
- Brooks & Dunn (20)[21][48]
- Тоби Кит (20)[21][49]
- Люк Брайан (20)[21][50]
- Брэд Пейсли (19)[21]
- Гарт Брукс (19)[21][50]
- Джейсон Олдин (19)[21][51]
- Кэрри Андервуд (16)[52][53][54]

### Число синглов № 1 (Country Airplay, певицы)
| Всего | Певица           | Ссылка        |
| ----- | ---------------- | ------------- |
| 15    | Carrie Underwood | [ 52 ] [ 53 ] |
| 11    | Reba McEntire    | [ 52 ]        |
| 9     | Faith Hill       | [ 55 ]        |
| 7     | Shania Twain     | [ 55 ]        |
| 7     | Taylor Swift     | [ 55 ]        |

### Число синглов № 1 (Country Airplay, группы и дуэты)
| Всего | Дуэт/Группа          | Ссылка        |
| ----- | -------------------- | ------------- |
| 20    | Brooks & Dunn        | [ 48 ] [ 55 ] |
| 14    | Florida Georgia Line | [ 48 ]        |
| 14    | Rascal Flatts        | [ 48 ]        |
| 13    | Zac Brown Band       | [ 48 ]        |
| 11    | Lady Antebellum      | [ 56 ]        |
| 9     | Lonestar             | [ 56 ]        |

### Хиты по числу недель на № 1
Источник
- 10 — «You Proof» (2022, Морган Уоллен)
- 10 — «World on Fire» (2024, Нейт Смит)
- 8 — «Last Night» (2023, Морган Уоллен)
- 8 — «It’s Five O’Clock Somewhere» (2003, Алан Джексон и Джимми Баффетт, 2003)
- 8 — «Amazed» (Lonestar, 1999)